# 觀塘遊樂場
觀塘遊樂場是香港一個戶外文娛康樂體育場地，座落於九龍觀塘翠屏道／鯉魚門道／將軍澳道／佳廉道交界，即翠屏邨以南。

## 歷史
觀塘遊樂場於1971年起逐步落成啟用，是當時觀塘區最大型的康體場地，先後由市政局、臨時市政局和康樂及文化事務署管理。
除了康樂及體育活動，觀塘各界還會在此舉辦不同規模的文娛或節慶活動，當中以農曆新年前夕的觀塘區年宵市場最為人熟悉。遊樂場內兩個硬地足球場會佈置成年宵市場，提供約130個攤檔售賣年花、精品、雜貨等賀年用品，吸引來自觀塘不同社區的市民前來閒逛，場面熱鬧非常。2010年至2014年配合場地進行重建，年宵市場需暫時搬遷至同區的康寧道遊樂場。
遊樂場使用了38年，直至2009年重建前的設施有：
- 1個七人人造草地足球場
- 2個七人硬地足球場（設有觀眾看台）
- 1個三人小型足球場
- 3個籃球場
- 1個排球場
- 1個滾軸溜冰場
- 1個兒童遊樂場
- 1個避雨亭
- 休憩長椅
- 1個管理處

## 重建

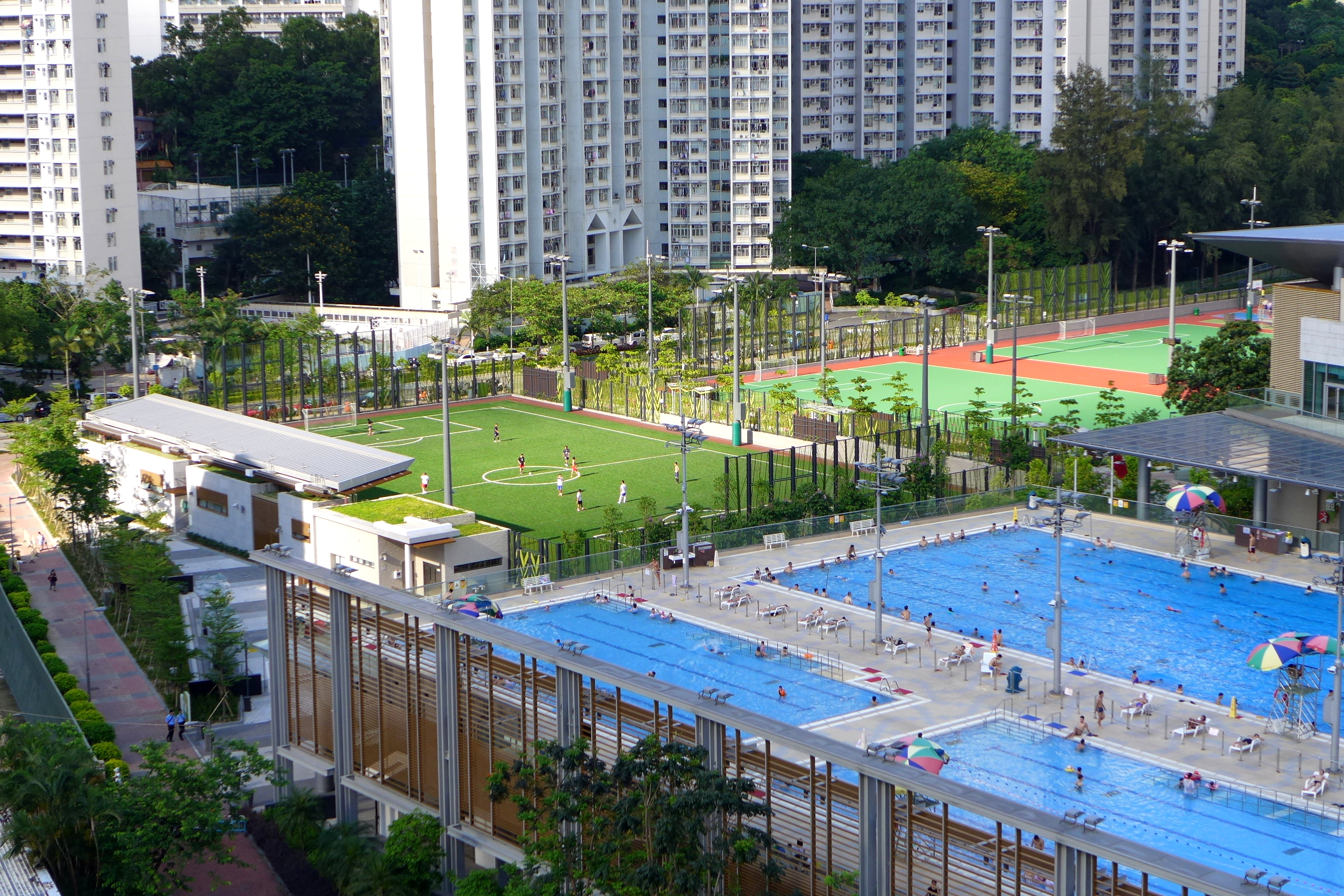
人造草地足球場

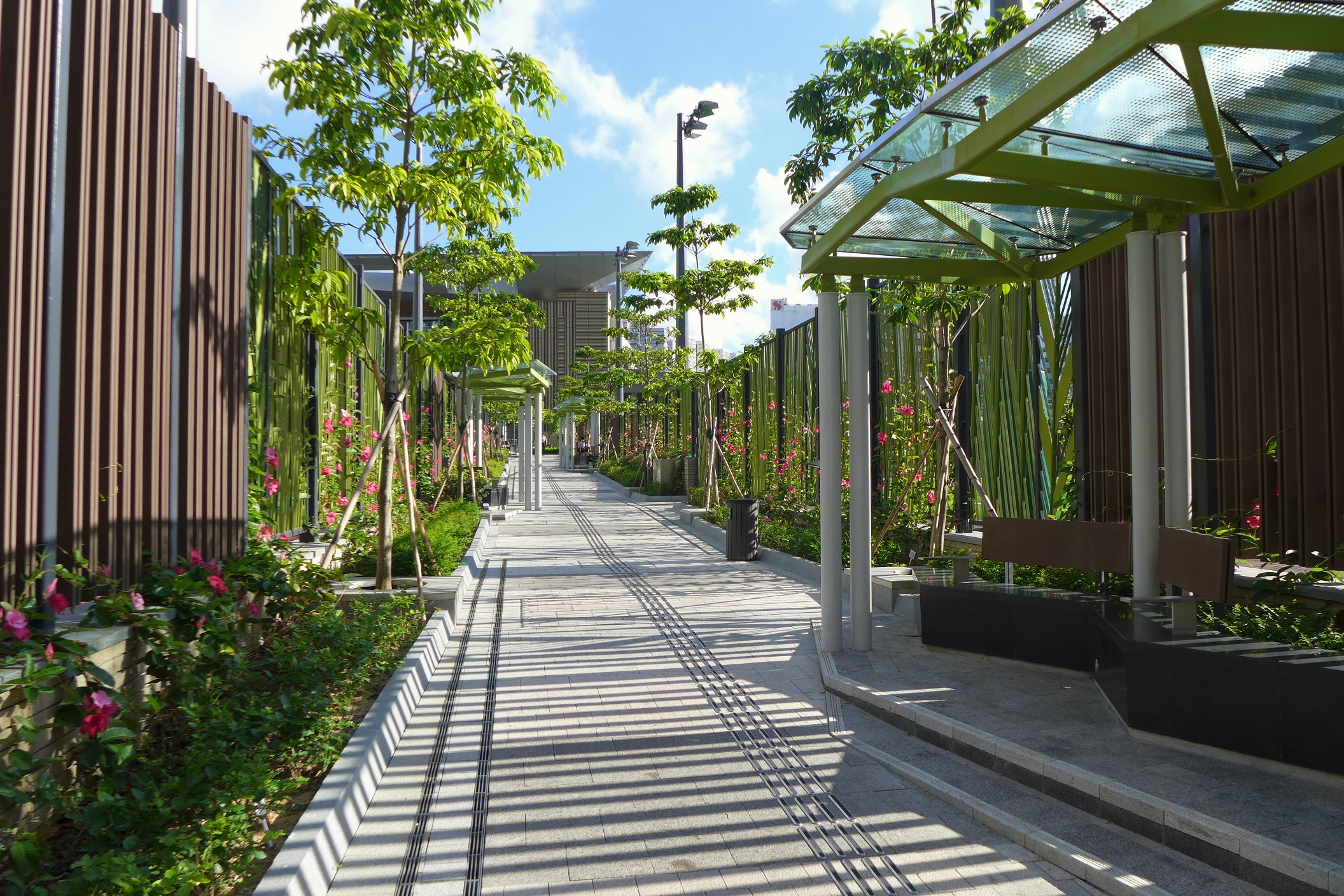
步行徑

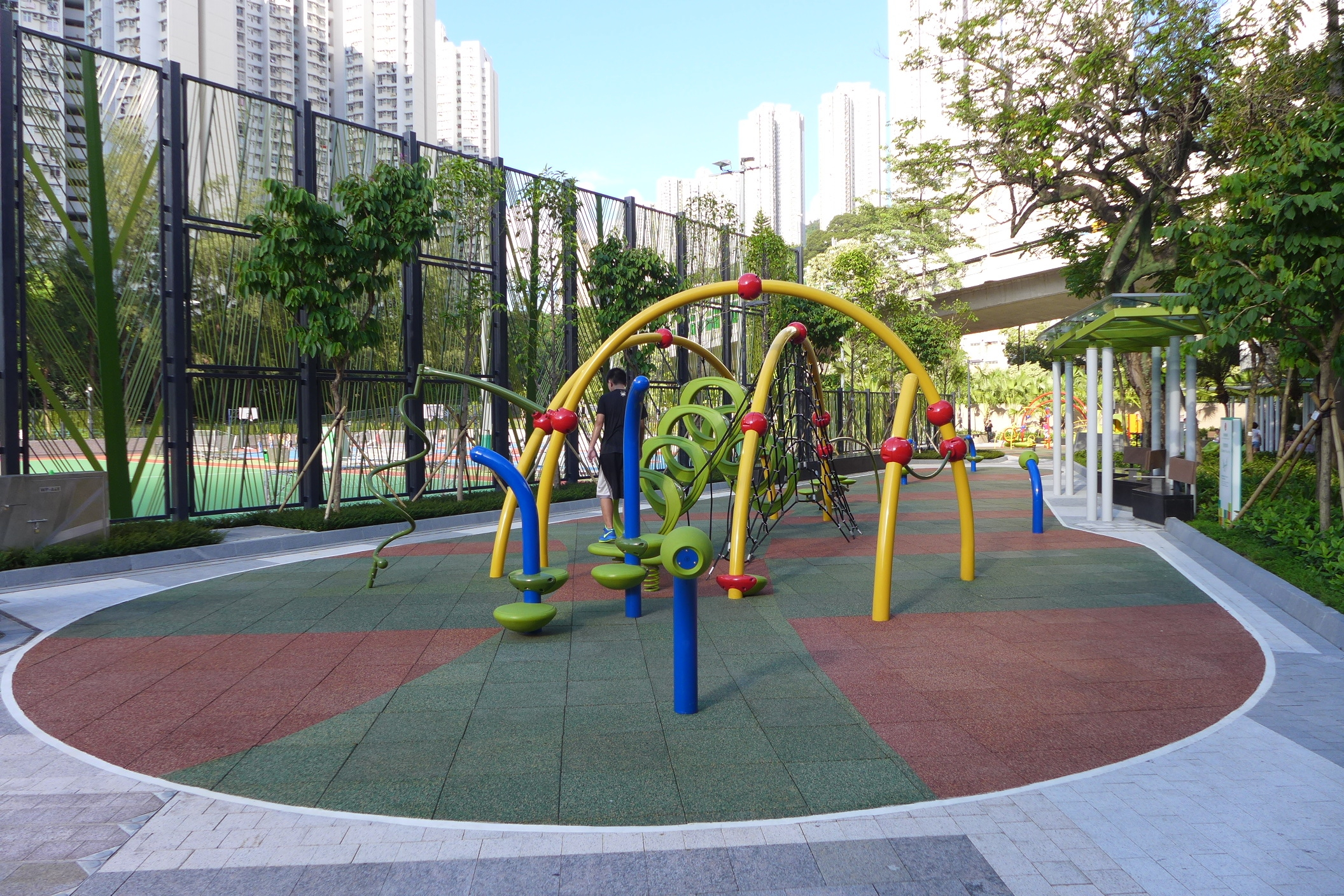
兒童遊樂場

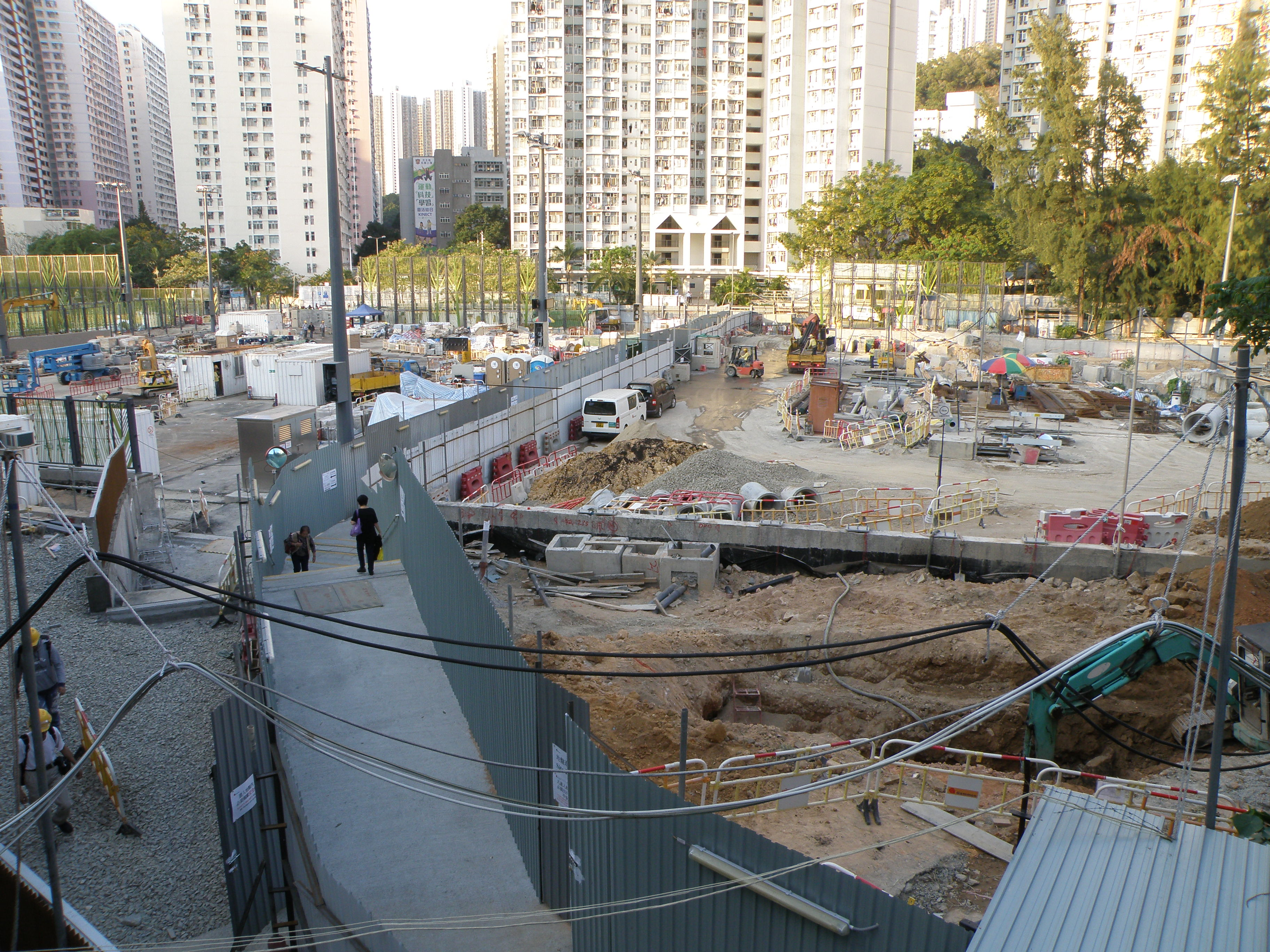
重建中的觀塘遊樂場

2009年11月9日起，配合觀塘游泳池進行重建工程，遊樂場大部份地方改建為游泳場館而需關閉5年，有關部門亦於2010年4月正式從公眾遊樂場地列表中把本場地剔除，同時新增偉樂街臨時足球場，作為補償本遊樂場因重建而令區內缺少了一個草地足球場。遊樂場地由建築署負責設計，金門建築負責工程項目，已於2014年12月竣工，並於2015年6月11日正式啟用。
整個重建項目佔地約39,000平方米，估計花費1,323,800,000港元，主要分為兩期進行：
第一期工程會拆卸3個足球場和游泳池內3個習泳池，以提供土地興建新游泳場館，另會關閉遊樂場作為重建的工地。施工期預計由2009年11月至2012年12月。
當新場館落成後，會即時進入第二期工程，包括將舊有游泳池拆卸，並把原址及部份工地改建為觀塘遊樂場，重置大部份設施，及增設長者健體園地及緩跑徑，更貼近市民實際需要。施工期由2012年12月至2014年12月。
2014年年底落成的遊樂場會有以下設施：
- 1個七人人造草地足球場（設有觀眾看台）
- 2個七人硬地足球場
- 3個籃球場兼排球場
- 1個滾軸溜冰場
- 2個兒童遊樂場
- 1個長者健身角
- 1個設有休憩處和避雨亭的花園
- 1幢洗手間兼更衣室大樓
- 1座服務大樓

## 鄰近地方
- 翠屏邨
- 觀塘游泳池
- 觀塘警署
- 觀塘裁判法院
- 東九龍政府合署
- 香港歷史檔案大樓
- 觀塘技能訓練中心
- 觀塘職業訓練中心
- 基督教家庭服務中心

## 資料來源
- 香港圖書館聯機檢索目錄－1971年觀塘空中景觀

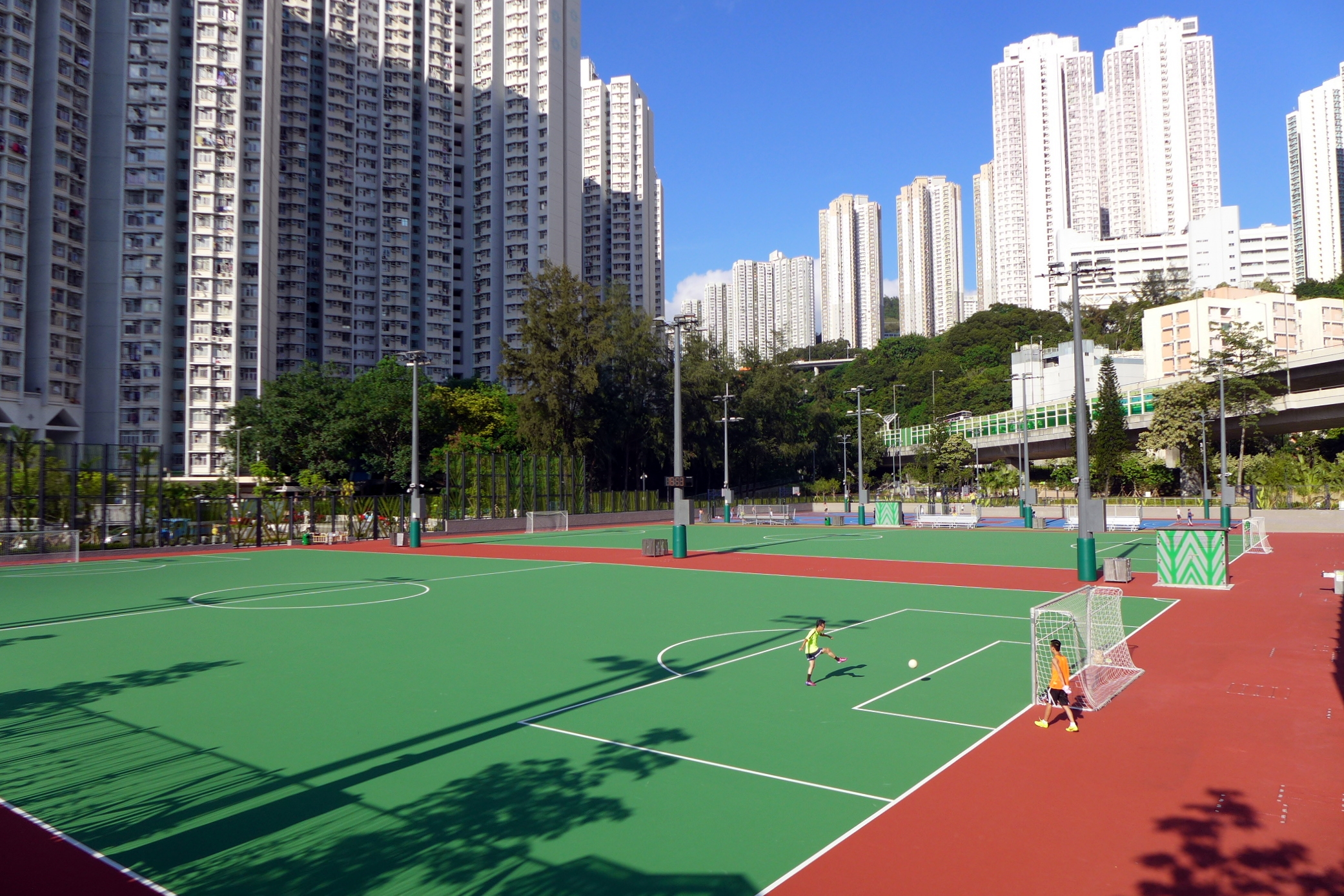
已完成重建的觀塘遊樂場

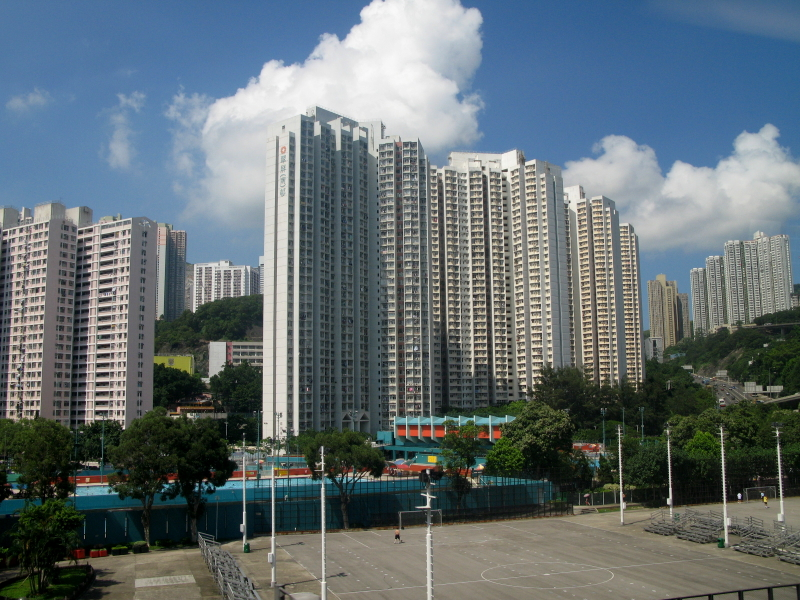
重建前的觀塘遊樂場（2007年）

- 活在觀塘－官塘遊樂場(Kwun Tong Recreation Ground)重建 （页面存档备份，存于）
- 立法會財務委員會工務小組委員會討論文件2009年6月15日 （页面存档备份，存于）